# Ludność Skarżyska-Kamiennej
Artykuł przedstawia zmiany w liczbie ludności Skarżyska-Kamiennej na przestrzeni lat.
- 1939 – 21 000
- 1946 – 15 451 (spis powszechny)
- 1950 – 17 058 (spis powszechny)
- 1955 – 30 918
- 1960 – 34 633 (spis powszechny)
- 1961 – 35 300
- 1962 – 35 600
- 1963 – 36 100
- 1964 – 36 500
- 1965 – 36 735
- 1966 – 37 300
- 1967 – 39 000
- 1968 – 39 800
- 1969 – 40 200
- 1970 – 39 384 (spis powszechny)
- 1971 – 39 737
- 1972 – 40 500
- 1973 – 41 000
- 1974 – 41 271
- 1975 – 41 897
- 1976 – 42 500
- 1977 – 43 300
- 1978 – 42 600 (spis powszechny)
- 1979 – 43 100
- 1980 – 43 688
- 1981 – 44 281
- 1982 – 44 870
- 1983 – 45 927
- 1984 – 47 641
- 1985 – 48 232
- 1986 – 48 807
- 1987 – 49 507
- 1988 – 50 189 (spis powszechny)
- 1989 – 50 473
- 1990 – 50 902
- 1991 – 51 189
- 1992 – 51 341
- 1993 – 51 370
- 1994 – 51 507
- 1995 – 51 471
- 1996 – 51 147
- 1997 – 51 012
- 1998 – 50 799
- 1999 – 50 543
- 2000 – 50 915
- 2001 – 50 572
- 2002 – 50 314 (spis powszechny)
- 2003 – 50 019
- 2004 – 49 745
- 2005 – 49 416
- 2006 – 48 957
- 2007 – 48 500
- 2008 – 48 175
- 2009 – 48 004 (stan na czerwiec)
- 2010 – 48 704
- 2011 – 48 580 (spis powszechny 31.03.2011)
- 2012 – 47 987
- 2013 – 47 538
- 2014 - 47 212

## Powierzchnia Skarżyska-Kamiennej
- 1995 – 45,44 km²
- 1996 – 45,45 km²
- 2000 – 64,12 km²
- 2006 – 64,16 km²